# He Chao
He Chao (né le 11 février 1992 à Zhanjiang) est un plongeur chinois.
Il remporte la médaille d'or du tremplin 3 m lors des Championnats du monde de 2015 à Kazan. C'est le jeune frère de He Chong.